# Yuya Nagatomi
Yuya Nagatomi (永冨 裕也 Nagatomi Yuya?, nacido el 30 de julio de 1982 en Fukuoka) es un exfutbolista japonés. Jugaba de delantero y su último club fue el Kataller Toyama de Japón.

## Trayectoria

### Clubes
| Club            | País  | Año         |
| --------------- | ----- | ----------- |
| Ehime FC        | Japón | 2005 - 2006 |
| Kataller Toyama | Japón | 2007 - 2011 |

## Estadística de carrera

### J. League
| Club            | Año   | J. League | J. League | Copa J. League | Copa J. League | Total | Total |
| Club            | Año   | Part.     | Goles     | Part.          | Goles          | Part. | Goles |
| --------------- | ----- | --------- | --------- | -------------- | -------------- | ----- | ----- |
| Ehime FC        | 2006  | 26        | 1         | -              | -              | 26    | 1     |
| Kataller Toyama | 2009  | 33        | 2         | -              | -              | 33    | 2     |
| Kataller Toyama | 2010  | 9         | 0         | -              | -              | 9     | 0     |
| Kataller Toyama | 2011  | 6         | 0         | -              | -              | 6     | 0     |
| Total           | Total | 74        | 3         | 0              | 0              | 74    | 3     |